# Escariz (Arouca)
Pour les articles homonymes, voir Escariz.
Escariz est une paroisse civile portugaise (en portugais : freguesia) de la municipalité d'Arouca dans le district d'Aveiro.

## Géographie
Escariz est située à l'ouest d'Arouca.

## Histoire
La paroisse d'Escariz existe depuis le VIe siècle. Son nom proviendrait de « Aschari », qui signifie « guerrier armé d'une lance au manche en bois de chêne » dans une langue germanique. Rattachée aux municipalités d'Oliveira de Azeméis puis de Fermedo au début du XIXe siècle, Escariz intègre Arouca en 1855.

## Démographie
Lors du recensement de 2021, Escariz compte 2 111 habitants. C'est alors la troisième paroisse la plus peuplée de la municipalité d'Arouca, derrière Arouca e Burgo (5 120 habitants) et Santa Eulália (2 120 habitants).